# Без трьох хвилин рівно
«Без трьох хвилин рівно» (рос. «Без трёх минут ровно») — російський радянський художній фільм 1972 року режисера Генриха Габая.

## Сюжет
Дізнавшись, що риболовецький траулер зазнав лиха, підлітки переривають турпохід і поспішають через ліси і болота повідомити про тривожний сигнал.

## У ролях
- Ігор Ясулович —  Сан Санич, учитель географії
- Володимир Цибульський —  Ромео
- Оксана Португалова —  Джульєтта
- Іра Савіна —  Оля Безик
- Володимир Баршай —  Стасик Луневич
- Людмила Мовсесян —  Гаяна Тер-Григорян
- Василь Єлецький —  Валера Мінаєв
- Олексій Андрєєв —  Женя Ільченко
- Олексій Горячев —  Кирило Антошкін
- Віктор Ржевський —  Рустам Шарахутдінов
- Валерій Козинець —  Степан
- Ірина Мурзаєва —  бабка на хуторі
- Микола Парфьонов —  Гордєєв
- Валентин Валентин Андрійович Брилєєв —  пастух

## Знімальна група
- Сценаристи: Семен Лунгін, Ілля Нусінов
- Режисер-постановник: Генрих Габай
- Оператор-постановник:  Олександр Рябов
- Композитор: Олексій Рибников
- Художник по костюмах: Анна Мартінсон